# Cephas Stauthamer
Constantinus (Cephas) Stauthamer (Den Haag, 9 december 1899 – Amsterdam, 5 april 1983) was een Nederlandse beeldhouwer.

## Leven en werk
Stauthamer was een zoon van Antonius Stauthamer en Anna Maria Crombeen. Hij werd opgeleid aan de Rijksakademie van beeldende kunsten in Amsterdam en was naast beeldhouwer ook schilder en medailleur. Hij vervaardigde onder meer de erepenning voor de stad Leeuwarden en de herdenkingspenning ter gelegenheid van het honderdjarig bestaan van de Winkler Prins Encyclopedie in 1970. Zijn beeldhouwwerk is, verspreid over Nederland, in de openbare ruimte te vinden. Stauthamer was als docent verbonden aan de Academie voor Beeldende Kunsten Arnhem.
Met zijn tweede vrouw, de beeldend kunstenares Josje Smit, bewoonde hij het monumentale pand De Gecroonde Raep aan de Oudezijds Voorburgwal te Amsterdam, waar zij de voormalige tabakszolders in gebruik hadden als atelier. Kunstenaars, waaronder de Israëlische beeldhouwer Nehemia Azaz, woonden en werkten samen met Stauthamer in hetzelfde gebouw.
Kunstwerken van Stauthamer zijn onder meer te vinden in het gebouw van het Ministerie van Landbouw, Natuur en Voedselkwaliteit in Den Haag en in de Jan van Galenhal in Amsterdam. Stauthamer was twee maal gehuwd, zijn tweede echtgenote was de kunstenares Josje Smit (1926-2003). De beeldhouwer Frits Stauthamer is een oomzegger.

## Werken (selectie)
- Borstbeeld Prof. Mr. P.J.M. Aalberse - Amsterdam (1938))
- Oorlogsmonument - bronzen plaquette in haut-reliëf, Weesperplein 1, Amsterdam (1947)
- Oorlogsmonument Gedenkteken De Leeuw, Anne Frankstraat, Amsterdam (1947)
- Bevrijdingsmonument - Axel (1948)
- Oorlogsmonument - Vinkeveen (1948)
- Oorlogsmonument - Vianen (1950)
- Danspaar - Marcanti, Amsterdam (1956)
- Arbeidster uit de haspelarij - Helmond (1960)
- Droombeeld - Frederik Hendrikplantsoen, Amsterdam (1965)
- Grootvogel - Gouda (1967)
- een reliëf op het Monument Hollandia Kattenburg, IJplein, Amsterdam (origineel 1946; herplaatst 1985)

## Fotogalerij

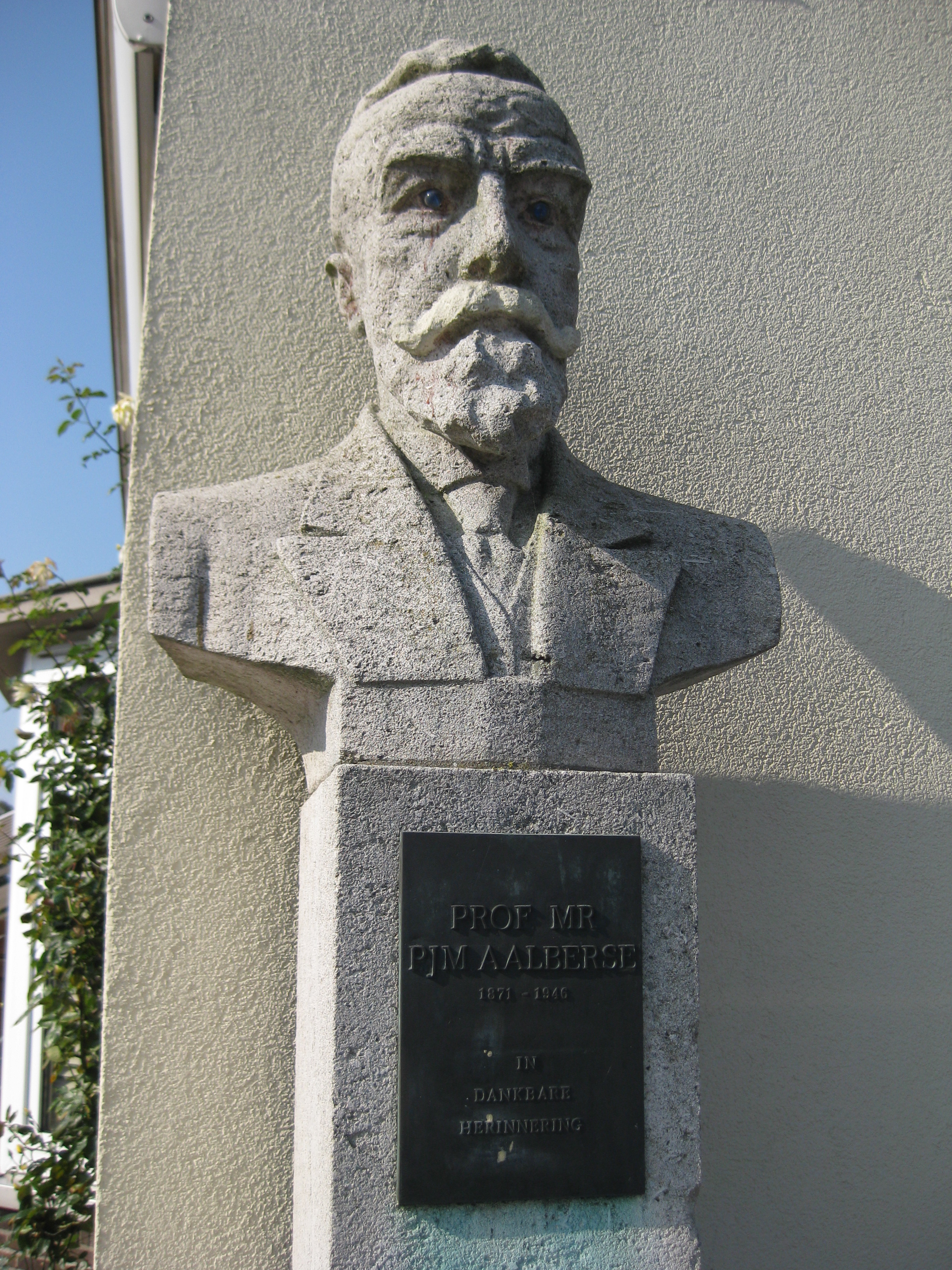
Piet Aalberse (1938) Vegastraat, Amsterdam
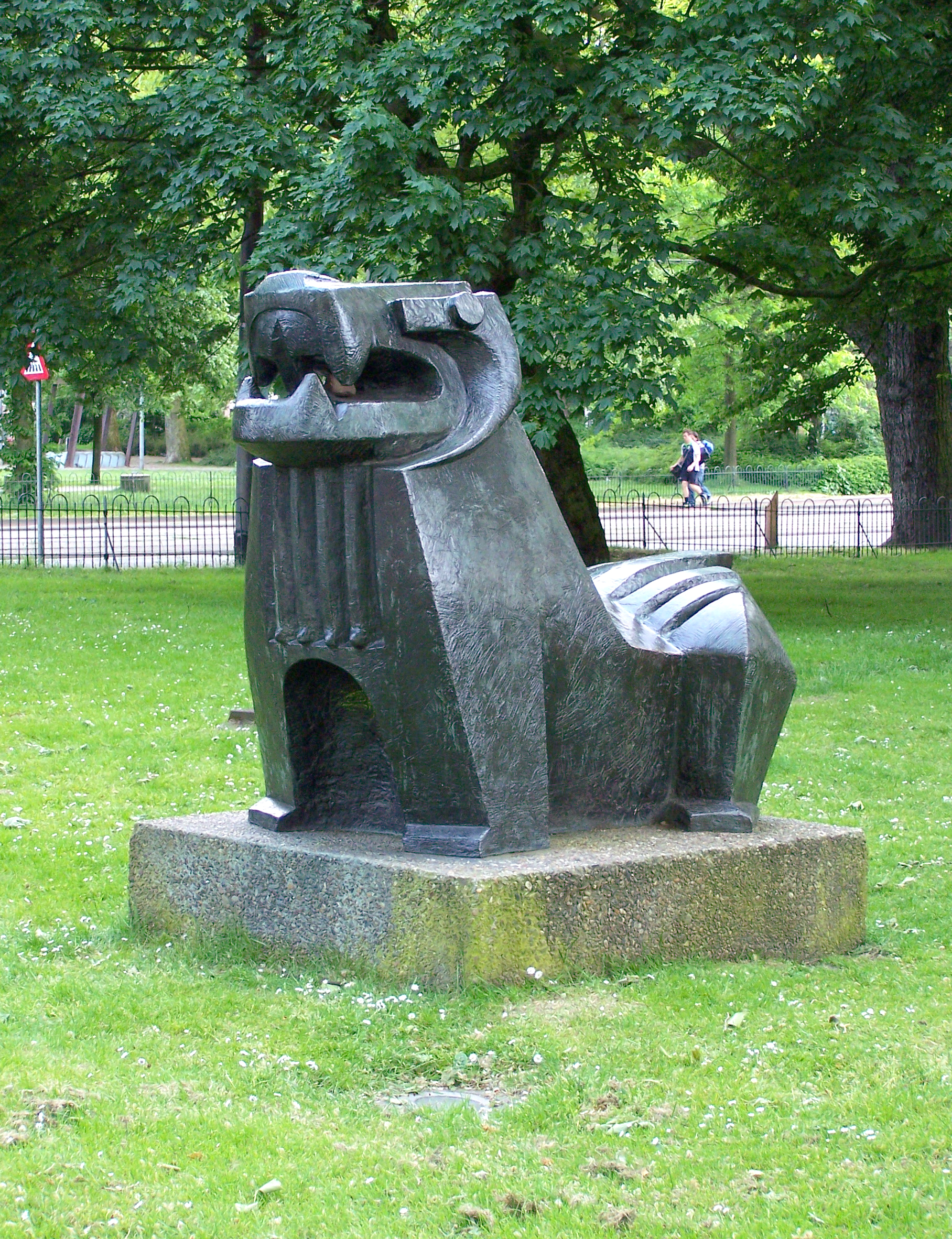
Droombeeld (1965) Fred. Hendrikplantsoen in Amsterdam
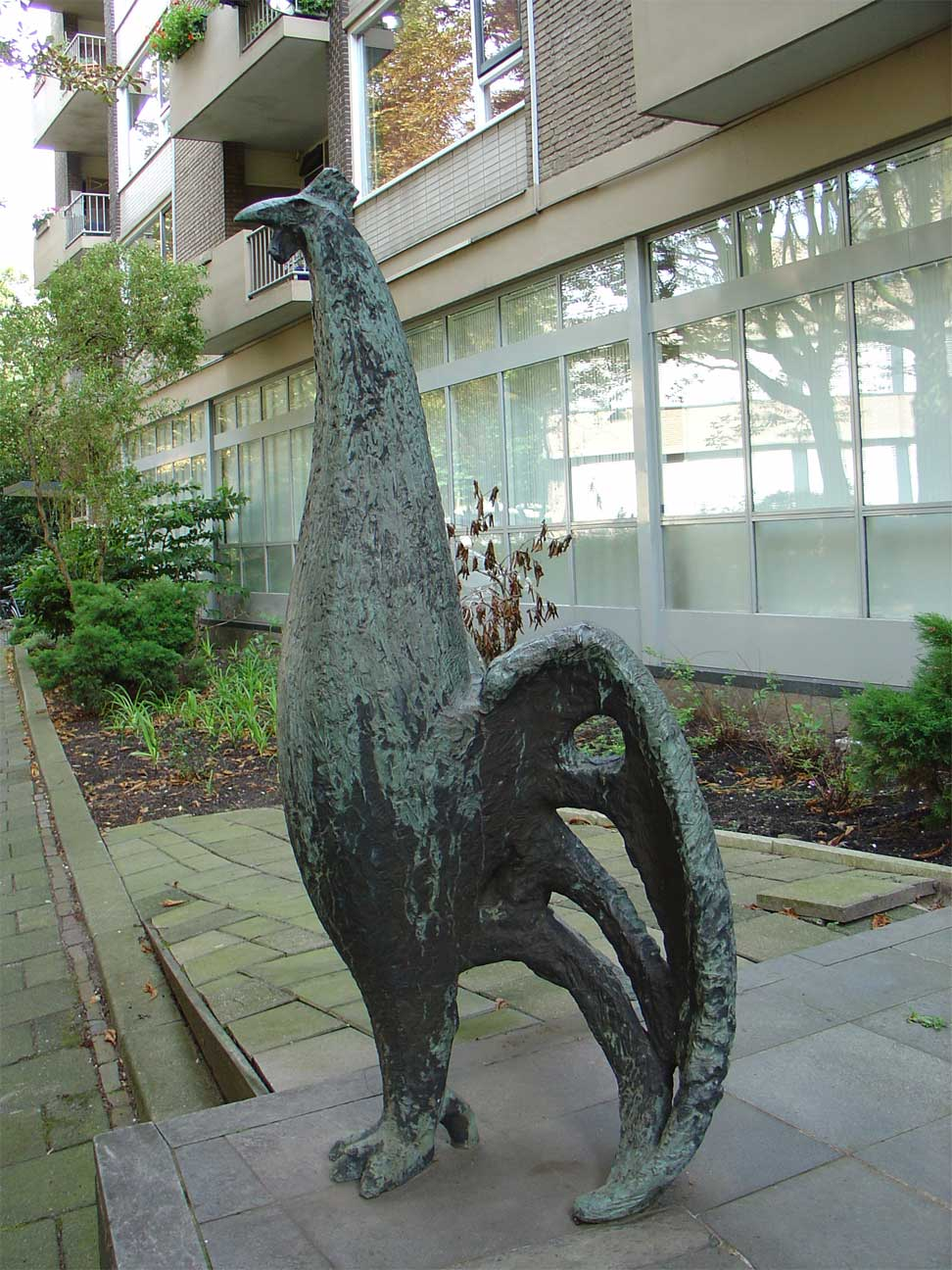
Grootvogel (1967) Crabethpark in Gouda
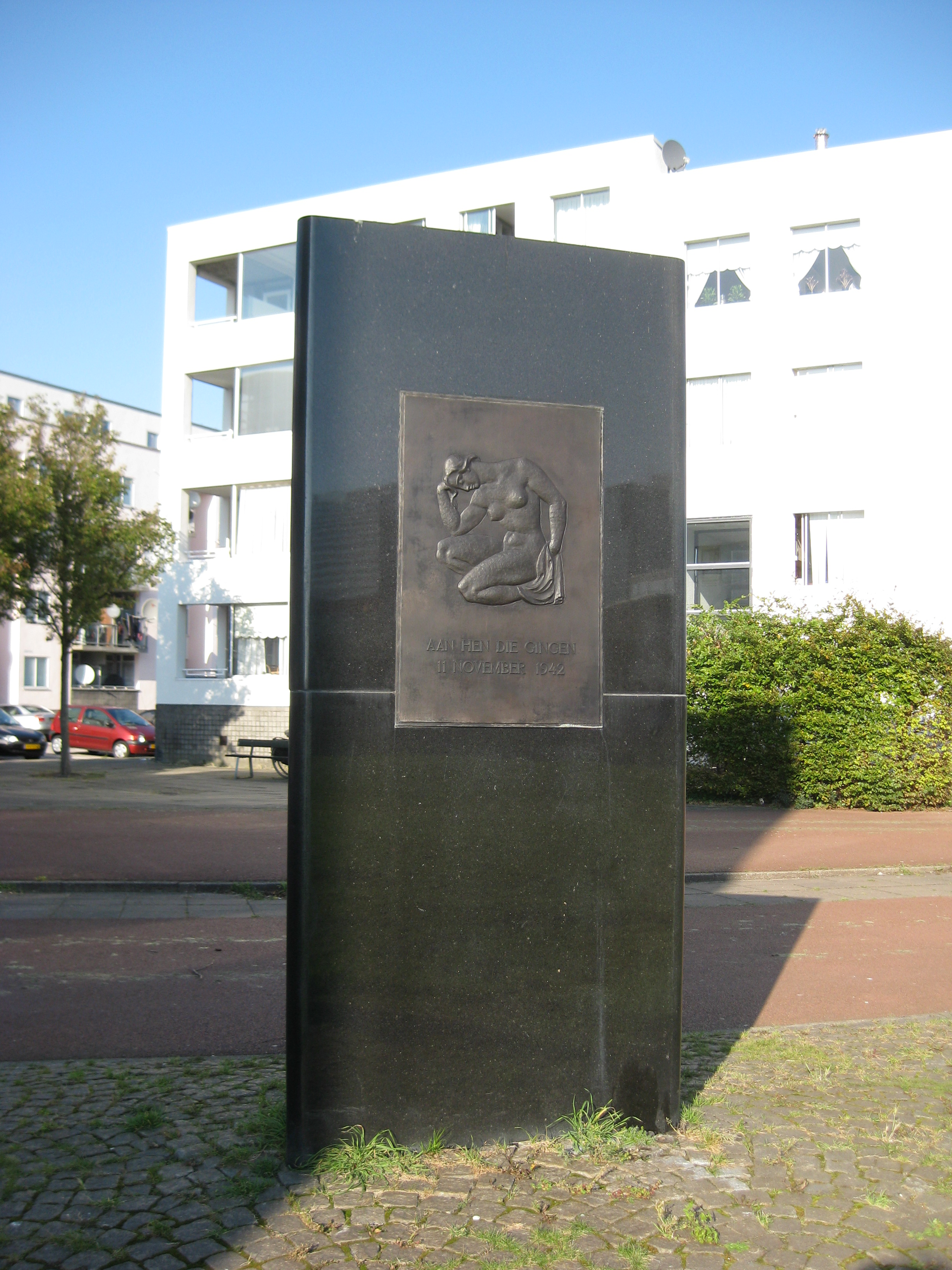
Herdenkingsmonument Hollandia-Kattenburg (1985), Hollandia Kattenburgpad in Amsterdam